# Fritzl-sagen
Fritzl-sagen kom til offentlighedens kendskab den 28. april 2008, da østrigeren Josef Fritzl (f. 9. april 1935) tilstod at have holdt sin datter Elisabeth Fritzl indespærret i 24 år (1984 – 2008) i en lydtæt kælder gravet ud under familiens hus og have i en landsby i nærheden af byen Amstetten i delstaten Niederösterreich.
I fangenskab voldtog Fritzl datteren, hvilket resulterede i, at hun i kælderen gennem årene har født i alt 7 børn, hvoraf et barn, en tvilling, døde kort efter fødslen. Fritzl brændte selv barnet i en brændeovn. Børnene er resultatet af en incestuøs befrugtning, faren er også deres morfar.
Elisabeths ældste datter Kerstin Fritzl blev bragt på hospitalet som følge af manglende D-vitaminer og nyresvigt[kilde mangler] efter at have været indespærret de mange år i kælderen uden dagslys. Kerstin havde et brev skjult med på hospitalet fra sin mor, som var et råb om hjælp. Hospitalet kontaktede politiet og afsløringen af forbrydelserne begyndte i april 2008. Forbrydelsen er den anden af sin art i Østrig inden for få år. 23. august 2006 dukkede Natascha Kampusch pludselig op efter otte års fangenskab i en kælder i Wien. Den 19. marts 2009 idømmes Josef Fritzl livsvarigt fængsel. Straffen skal afsones på et psykiatrisk hospital.

## Kronologi
| Tidspunkt          | Begivenhed |
| ------------------ | --- |
| 1967               | Josef Fritzl dømmes for en voldtægt af en 24 årig sygeplejerske. |
| 1978               | Josef Fritzl begynder indretningen af kælderen under dække af at ville bruge den som beskyttelsesrum. Han får tilladelse hertil af de lokale myndigheder. |
| 1983               | De lokale myndigheder giver Josef Fritzl tilladelse til at installere rindende vand i den ombyggede kælder. |
| 29. august 1984    | Josef Fritzl tvinger sin nu 18-årige datter Elisabeth, der flere gange har været udsat for incest siden hun var 11 år, ned i en kælder under deres hus, og bedøver hende og lænker hende med håndjern. |
| 29. august 1984    | Elisabeth meldes savnet. |
| September 1984     | Faderen fremviser et brev, hvor datteren beder om, at eftersøgningen efter hende stoppes. Hun fortæller, at hun har det godt. |
| 1989               | I 1989 fødte Elisabeth, Kerstin det første af sine syv børn i kælderen. Omkring et år senere fødte hun det andet barn, Stefan. |
| 19. maj 1993       | Et tredje barn, en ni måneder gammel pige kaldet Lisa, bliver efterladt på trappen til familiens hus. Med babyen er vedlagt et brev, hvori Elisabeth beder sine forældre om hjælp: Hun har allerede en datter og en søn og har derfor ikke plads til endnu et barn. De to børn er på dette tidspunkt født i fangenskab og lever i kælderen. Pigen adopteres af bedsteforældrene.                                                                  |
| 15. december 1994  | Samme fremgangsmåde anvendes igen for en 10 måneder gammel pige kaldet Monika. |
| 1995               | Lejeren Alfred Dubanovsky, som gennem 12 år boede i en af de 8 lejligheder i ejendommen, som blev lejet ud, hører lyde fra kælderen. Alle lejere har fået at vide, at kælderen er tom og beskyttet af et elektronisk alarmsystem, at der er adgang forbudt - og at lejerne vil blive smidt ud, hvis forbuddet overtrædes. |
| Maj 1996           | Elisabeth føder tvillinger. Den ene tvilling, Michael, døde efter tre dage af respirations problemer, hvorefter Josef brændte barnet i en brændeovn. Den overlevende søn kaldes Alexander. |
| 3. august 1997     | Ligesom de to forrige børn tages også Alexander op og adopteres af bedsteforældrene. |
| 16. december 2002  | Elisabeth skriver til sine forældre, at hun har født endnu en søn, Felix. Barnet bliver i kælderen. |
| 19. april 2008     | Den bevidstløse 19-årige Kerstin "afleveres" i sine bedsteforældres hjem og bliver indlagt på et hospital i Amstetten, hun er i livsfare. Pigen har et brev med fra sin mor Elisabeth, hvori hun beder om hjælp. Myndighederne beder via medierne moderen melde sig. Josef Fritzl henter i dagene derpå sin 42-årige datter og dennes to sønner på 18 og fem år ud af kælderen. Han forklarer sin kone, at datteren pludselig er vendt hjem igen. |
| 26. april 2008     | Et tip leder til anholdelse af Josef Fritzl, da han sammen med Elisabeth besøger Kerstin. Den 42-årige Elisabeth har presset sin far til hospitalsbesøget, og hun fortæller nu politiet om sit fangenskab. |
| 28. april 2008     | Josef Fritzl tilstår. |
| 29. april 2008     | DNA-prøver beviser, at Josef Fritzl er far til hans datter Elisabeths syv børn |
| November 2008      | Ud over anklagerne for voldtægt, slaveri og incest, bliver anklageskriftet mod Josef Fritzl udvidet til at indeholde anklager for drab |
| Den 19. marts 2009 | Josef Fritzl dømmes til livsvarigt fængsel. Straffen skal afsones på et psykiatrisk hospital. |
| 25. januar 2024    | Østrigske dommere beslutter at den 88-årige Josef Fritzl skal overføres fra det højsikrede fængsel for psykisk syge kriminelle, til et normalt fængsel. |
| 11. marts 2024     | En højere retsinstans omstøder beslutningen fra januar, og beslutter at Fritzl alligevel skal blive i det højsikrede fængsel for psykisk syge kriminelle. Begrundelsen lyder på at der ikke er blevet fremlagt de nødvendige oplysninger til, at domstolen kan vurdere hvorvidt Fritzl kan afsone i et almindeligt fængsel. Det ventes at sagen skal prøves igen til april 2024                                                                   |

### Weblinks
- Lisa (Elisabeth) Fritzl Arkiveret 1. maj 2008 hos  Wayback Machine (tysk)
- Østrigs TV.s hjemmeside (Webside ikke længere tilgængelig) (tysk)

48°07′04″N 14°52′15″Ø / 48.117686°N 14.870806°Ø